# Pallamano femminile Mestrino
La Pallamano femminile Mestrino, nota come Alì-Best Espresso Mestrino per motivi di sponsorizzazione, è una società di pallamano femminile con sede a Mestrino, in provincia di Padova. Milita in Serie A1, la massima serie nazionale del campionato italiano di pallamano femminile.

## Storia

### La nascita, la prima promozione e i problemi economici
La Pallamano Mestrino nasce nel 2007 dopo la separazione del ramo femminile dalla preesistente società G.S.P. Mestrino, realtà sportiva presente da trent’anni nel territorio con costanza di risultati e soddisfazioni a tutti i livelli. Al quarto anno di Serie A2 il Mestrino centra la prima storica promozione in Serie A1, arrivata in un entusiasmante testa a testa con il Vigasio. Per i due anni successivi il Mestrino occupa ottime posizioni in classifica, arrivando a disputare anche una semifinale di Coppa Italia nel 2013-14. Alla fine della stagione arriva però la mazzata: i problemi finanziari non permettono alla società di garantire il campionato di A1 per la stagione successiva e quindi il Mestrino riparte dalla Serie A2. Il periodo di purgatorio dura solo una stagione, perché Mestrino si impone da imbattuta sul girone C della seconda divisione e viene promossa in A1. Al ritorno tra le grandi Mestrino raggiunge la salvezza anticipata; la stagione successiva però, non regala gioie alle patavine che retrocedono in A2.
Nel 2017-2018, con un roster giovanissimo e nonostante la partenza di diverse importanti atlete, Mestrino si qualifica alla Final8 promozione di Teramo, ma viene sconfitta nel quarto di finale dalle marchigiane del Cingoli. Il club decide di non presentare istanza di ripescaggio, per continuare nel percorso di crescita delle proprie ragazze anche nella stagione successiva.

### Il ritorno in A1 e la prima volta in Europa
Nel 2018-19 Mestrino domina il proprio girone e riesce a qualificarsi da imbattuto per le Final8 promozione in programma a Cassano Magnago: superato il girone eliminatorio, le gialloverdi vengono eliminate in semifinale dall'Amatori Conversano, poi vincitrice della manifestazione. Questa volta però, è Conversano a rinunciare alla promozione e l'istanza di ripescaggio presentata dalla dirigenza mestrinese viene accettata. Mestrino torna dunque in Serie A1 e disputa un campionato 2019-2020 solido e costante. La pandemia da COVID-19 impone però prima la sospensione e poi il blocco definitivo dei campionati: Mestrino consolida così il quarto posto in classifica, che porta in dotazione l'accesso alla EHF European Cup. Mestrino è per la prima volta in Europa.
La stagione 2020-21, iniziata tra mille incertezze, porta la gioia per il passaggio del turno in European Cup: nel debutto, al secondo turno, Mestrino sconfigge le ucraine del Real Mykolaïv dopo i tempi supplementari, in una gara secca sul campo neutro dell'Arena Bonifika di Capodistria. Al terzo turno le venete pescano la corazzata Lokomotiva Zagreb: nei due match, disputati entrambi alla Dom sportova di Zagabria, le gialloverdi vengono sconfitte 14-30 e 17-35, uscendo dalla competizione con la consapevolezza di aver fatto comunque del loro meglio.
Il campionato di A1, rinominato Serie A Beretta e allargato a 13 squadre, porta subito una buona dote di punti a Mestrino che, pur tra alti e bassi, riesce a terminare il girone d'andata al sesto posto, garantendosi l'accesso alla Final Six di Coppa Italia dove arriverà ad un passo dalla finale, in quanto viene sconfitta ai rigori dall'Oderzo in semifinale, futura vincitrice della competizione. In campionato, una buona rimonta non basta per classificarsi tra le migliori quattro e disputare i playoff: la squadra arriva a quattro punti dal quarto posto e conclude la stagione.

## Partecipazioni alle coppe europee
| Competizione     | Partite Giocate | Partite Vinte | Partite Pareggiate | Partite Perse | Gol Fatti | Gol subiti | Differenza reti |
| ---------------- | --------------- | ------------- | ------------------ | ------------- | --------- | ---------- | --------------- |
| EHF European Cup | 5               | 1             | 0                  | 4             | 104       | 146        | -42             |
| Totale           | 5               | 1             | 0                  | 4             | 104       | 146        | -42             |

### Risultati

#### European Cup 2020-21
- SECONDO TURNO

| Squadra 1 | Squadra 2        | Gara singola | Totale  |
| --------- | ---------------- | ------------ | ------- |
| Mestrino  | HC Real Mykolaïv | Capodistria  | 29 - 27 |
| Mestrino  | HC Real Mykolaïv | 29 - 27      | 29 - 27 |

- TERZO TURNO

| Squadra 1 | Squadra 2         | Andata   | Ritorno  | Totale  |
| --------- | ----------------- | -------- | -------- | ------- |
| Mestrino  | Lokomotiva Zagreb | Zagabria | Zagabria | 31 - 65 |
| Mestrino  | Lokomotiva Zagreb | 14 - 30  | 17 - 35  | 31 - 65 |

#### European Cup 2021-22
- SECONDO TURNO

| Squadra 1 | Squadra 2        | Andata   | Ritorno  | Totale  |
| --------- | ---------------- | -------- | -------- | ------- |
| Mestrino  | DHC Slavia Praha | Mestrino | Mestrino | 44 - 54 |
| Mestrino  | DHC Slavia Praha | 23 - 28  | 21 - 26  | 44 - 54 |

## Palmarès

### Competizioni giovanili
- Campionato italiano di pallamano femminile U19: 2
- 2017-2018, 2018-2019
- Campionato italiano di pallamano femminile U18: 5
- 2009-2010, 2010-2011, 2011-2012, 2013-2014, 2015-2016
- Campionato italiano di pallamano femminile U16: 3
- 2009-2010, 2010-2011, 2013-2014
- Campionato italiano di pallamano femminile U14: 1
- 2008-2009

### Beach handball
- Campionato italiano di beach handball: 5

2009, 2010, 2012, 2022, 2023

## Rosa 2022-2023
| N° | Naz.                | Ruolo | Sportivo             | Anno |  |  |
| -- | ------------------- | ----- | -------------------- | ---- |  |  |
| 16 | Bulgaria (bandiera) | P     | Ivon Dyulgerova      | 2001 |  |  |
| 28 | Italia (bandiera)   | P     | Giorgia Chiarotto    | 2002 |  |  |
| 30 | Italia (bandiera)   | P     | Ernestina Shima      | 2000 |  |  |
| 2  | Italia (bandiera)   | T     | Giorgia Dalle Fusine | 2000 |  |  |
| 3  | Italia (bandiera)   | C     | Irene Stefanelli     | 1998 |  |  |
| 8  | Italia (bandiera)   | T     | Anita Rubin          | 2005 |  |  |
| 11 | Italia (bandiera)   | T     | Giovanna Lucarini    | 2001 |  |  |
| 12 | Italia (bandiera)   | T     | Sara Veggo           | 2000 |  |  |
| 15 | Italia (bandiera)   | T     | Ilaria Lain          | 2000 |  |  |
| 19 | Italia (bandiera)   | PV    | Gloria Chiarotto     | 2006 |  |  |
| 21 | Italia (bandiera)   | A     | Giorgia Sabbion      | 1997 |  |  |
| 22 | Serbia (bandiera)   | A     | Bojana Jevremović    | 1992 |  |  |
| 25 | Italia (bandiera)   | A     | Ana Maria Bucur      | 2004 |  |  |
| 29 | Italia (bandiera)   | A     | Elisa Campagnaro     | 1998 |  |  |
| 41 | Italia (bandiera)   | PV    | Carlotta Pugliese    | 1998 |  |  |
| 55 | Ucraina (bandiera)  | T     | Valeriia Kyryllova   | 1993 |  |  |
| 77 | Italia (bandiera)   | A     | Mariacarolina Rauli  | 1998 |  |  |